# レ島
レ島（レとう、フランス語: Île de Ré）は、フランス、シャラント＝マリティーム県の島。イル・ド・レとも呼ばれる。フランス有数のリゾート地で、冬季は1万6千人の人口の島が、夏季には人口が16万人にもなる。

## 地理
ラ・ロシェル西方の大西洋に存在する。島は長さ約26キロ、幅は70メートル（最も狭いところ）から5キロで、1988年にフランス本土のラ・ロシェルとをつなぐ全長2.9kmのレ島橋が完成した。北側はブルトン海峡、南側のオレロン島との間はアンティオシュ海峡である。
西部のアルス＝アン＝レの北側にはフィエ・ダルス湾という湾があり、その周辺には干潟、廃棄された塩田、淡水湿地、ヨシ原、カキの生息地、Omphalodes littoralisなどの塩生植物または海浜植物の草地、砂丘、砂浜海岸、岩石海岸およびZostera noltiiの藻場がある。一帯にはオガワコマドリの亜種のLuscinia svecica namnetum、コクガンの亜種のネズミガン、ソリハシセイタカシギ、ハマシギ、オグロシギの亜種のLimosa limosa islandicaなどの鳥類が生息しており、2003年にラムサール条約登録地となった。

## 行政
島内には10のコミューンがある。

## 歴史
ローマ時代に名前が登場する。1627年、イングランドのバッキンガム公ジョージ・ヴィリアーズ指揮で島は侵略を受けた（ラ・ロシェル包囲戦）。第二次世界大戦中はドイツ軍が駐留し、海岸に掩蔽壕（ブンカー）を据えた。掩蔽壕は現在も多く残る。1962年の映画『史上最大の作戦』のいくつかのシーンで、イル・ド・レの海岸が登場する。

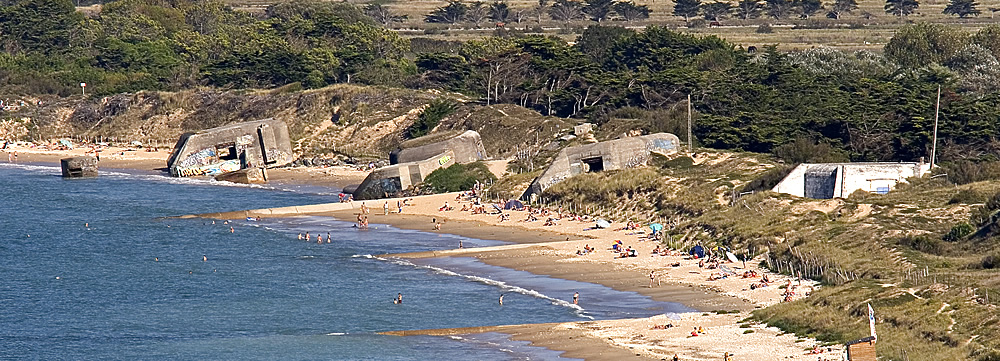
第二次大戦当時のドイツ軍の掩蔽壕の跡

## 観光

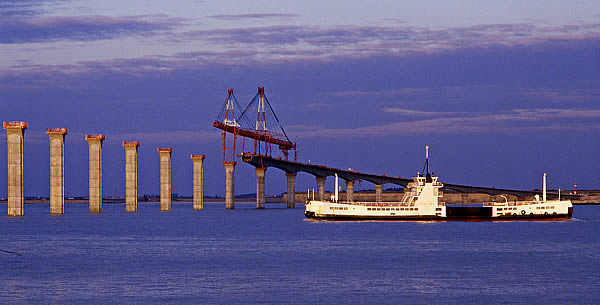
観光船バック号と建設中の本土とを結ぶ架橋、1987年の撮影、橋は既に完成している。

晴れの日が多く、風が穏やかなイル・ド・レは人気の観光地である。水温は概ね低いが、島の周囲は緩やかな傾斜のある砂浜である。パリから電車で3時間でラ・ロシェルへ来ることができ、タクシーで島へ渡れることから、週末に島の別荘を訪れる人が多い。休暇で訪れる人々の自転車が島内で目立つが、彼らが自家用車を持ち込むのは非常にまれである。キャンプ場やホテルが至る所にある。大きなスーパーマーケットがあるので長期滞在に便利である。夜には、港のサン＝マルタン＝ド＝レとラ・フロットが賑わう。レストラン、営業時間の長い商店が軒を並べ、家族的な雰囲気である。新鮮なカキほか魚貝料理が食べられる。

## 産業
大西洋に面したレ島では、12世紀初頭、シトー修道会（シトー会）により初めて塩田が作られて以来、現在に至るまで製塩が重要な島の産業になっている。なかでも、塩の花フルール・ド・セルは、繊細で深い味わいがあるという高い評価を得ている。